# Jon Odriozola
Jon Odriozola Mugarza, nascido em Oñati (Guipúzcoa - Espanha), em 26 de dezembro de 1970. É um ex-ciclista profissional espanhol, profissional desde o ano 1995 até 2004 (dez temporadas, seis delas no Banesto). Conseguindo no ano 2001 a façanha de finalizar as três Grandes Voltas.
Uma vez retirado, foi diretor desportivo da equipa Orbea (filial de categoria Continental do Euskaltel-Euskadi) durante duas temporadas (2005 e 2006), passando depois a ser diretor desportivo do Euskaltel Euskadi (de UCI ProTour) por duas temporadas (2007 e 2008).

## Palmarés
2001
- Subida a Urkiola

## Resultados em Grandes Voltas e Campeonato do Mundo
Durante a sua carreira desportiva tem conseguido os seguintes postos nas Grandes Voltas e nos Campeonatos do Mundo em estrada:
| Corrida            | 1995 | 1996 | 1997 | 1998 | 1999 | 2000 | 2001 | 2002 | 2003 | 2004 |
| ------------------ | ---- | ---- | ---- | ---- | ---- | ---- | ---- | ---- | ---- | ---- |
| Giro de Itália     | -    | -    | -    | -    | -    | -    | 59º  | -    | -    | -    |
| Tour de France     | -    | -    | 65º  | -    | 54º  | 47º  | 69º  | -    | -    | -    |
| Volta a Espanha    | Ab.  | 75º  | -    | 12º  | 27º  | 26º  | 83º  | Ab.  | -    | -    |
| Mundial em Estrada | -    | -    | -    | -    | -    | -    | -    | -    | -    | -    |

-: Não participa
Ab.: Abandono

## Equipas

### Como ciclista
- Gewiss Ballan (1995-1996)
- Batik Do Monte (1997)
- Banesto (1998-2003)
- Comunidade Valenciana - Kelme (2004)

### Como diretor
- Orbea (2005-2006)
- Euskaltel-Euskadi (2007-2008)
- Murias Taldea (2015)